# Borysław Czyżak
Borysław Czyżak (ur. 1965 w Elblągu) – polski fizyk, ekspert gospodarczy i przedsiębiorca. 

## Życiorys
Pochodzi z rodziny związanej z Wielkopolską, dzieciństwo i młodość spędził w Poznaniu. Uczęszczał do IV Liceum Ogólnokształcącego im. Komisji Edukacji Narodowej w Poznaniu. Jest absolwentem Wydziału Fizyki Uniwersytetu im. Adama Mickiewicza. W latach 80. działacz NZS i samorządu studenckiego, uczestnik strajków w 1988 r. Laureat Nagrody PTF im. Arkadiusza Piekary za pracę magisterską (1989 r.) Doktorat z fizyki uzyskał w 1991 r. pod kierunkiem Jana Stankowskiego w Instytucie Fizyki Molekularnej Polskiej Akademii Nauk. Stypendysta Fundacji na Rzecz Nauki Polskiej, odbył staże naukowe na uniwersytecie w Oksfordzie i na uniwersytecie Stanforda. Autor i współautor szeregu prac naukowych związanych z fizyką nadprzewodników i elektroniką, a także podręcznika o nadprzewodnictwie (wraz z J. Stankowskim). Od końca lat 90. konsultant i partner w międzynarodowych firmach doradztwa strategicznego i organizacyjnego, autor publikacji i ekspertyz o tematyce nadzoru właścicielskiego. Członek rad nadzorczych firm zaawansowanych technologicznie, m.in. firmy informatycznej SI-Consulting, notowanej na GPW firmy Selena FM SA oraz Aures Holdings w Pradze. Ekspert Narodowego Centrum Badań i Rozwoju oraz Fundacji na Rzecz Nauki Polskiej.
Miłośnik i kolekcjoner polskiej sztuki współczesnej, autor esejów o sztuce. Ukończył studia podyplomowe z historii sztuki nowoczesnej w Instytucie Sztuki PAN. Praktykuje Tai Chi.
Licencjonowany zawodnik Polskiego Związku Wushu, złoty medalista Międzynarodowych Mistrzostw Polski 2019 w kategorii Tai Chi tradycyjnego z długą bronią, brązowy medalista w 2018 r.
Członek Rady Programowej Fundacji Służby Rzeczypospolitej oraz Rady Fundatorów w Fundacji Studnia Nadziei wspierającej budowę studni w Afryce.

## Życie prywatne
Żonaty z Izabelą, ma dwoje dzieci Pawła i Agnieszkę, mieszka na Żoliborzu w Warszawie.

## Publikacje (wybór)
- Jan Stankowski, Borysław Czyżak, Nadprzewodnictwo, Warszawa: Wydawnictwa Naukowo-Techniczne, 1999, ISBN 978-83-204-2225-2, OCLC 749253491 [dostęp 2019-09-12] (pol.). Brak numerów stron w książce
- Czyżak B., Kolekcja. Opowieści o polskiej sztuce współczesnej. Warszawa: Wydawnictwo Marginesy, 2024, ISBN 978-83-681-21-667
- Borysław Czyżak, Microwave absorption in high- superconductors in low magnetic fields, „Superconductor Science and Technology”, 9 (3), 1996, s. 149–154, DOI: 10.1088/0953-2048/9/3/005, ISSN 0953-2048 [dostęp 2019-09-12].
- Borysław Czyżak i inni, Periodic microwave absorption in superconducting whiskers, „Applied Magnetic Resonance”, 8 (1), 1995, s. 25–33, DOI: 10.1007/BF03162583, ISSN 0937-9347 [dostęp 2019-09-12] (ang.).
- pozostałe[12]